# Cirrhitichthys falco

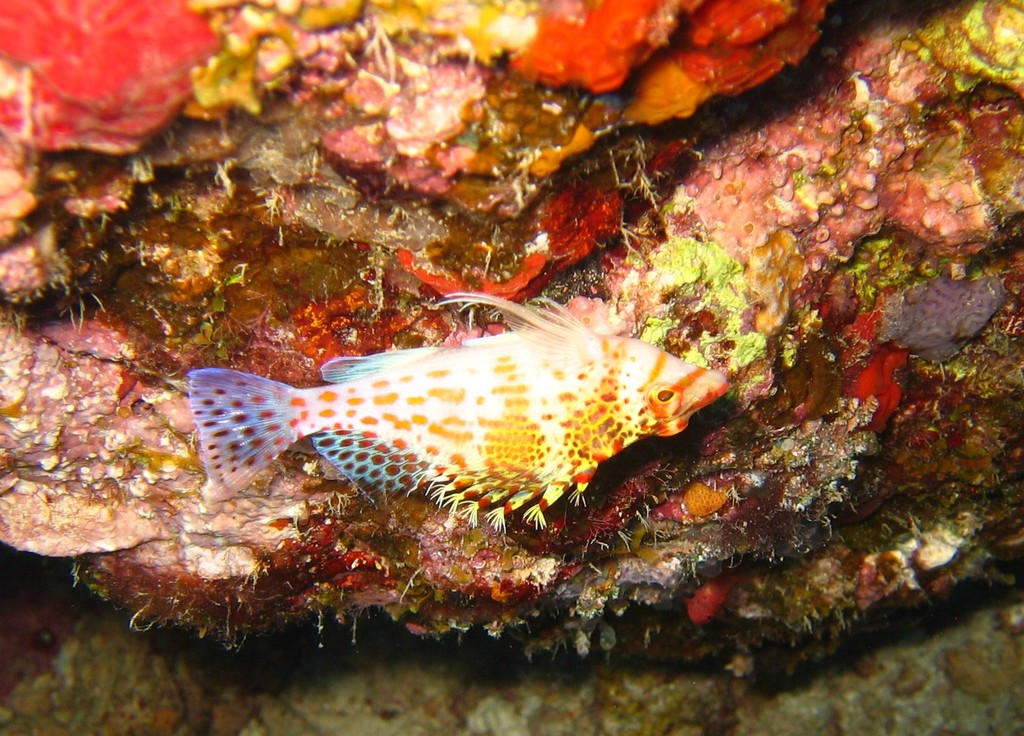
Exemplar fotografiat a la Gran Barrera de Corall

Cirrhitichthys falco és una espècie de peix pertanyent a la família dels cirrítids.

## Descripció
- Pot arribar a fer 7 cm de llargària màxima.
- 10 espines i 12 radis tous a l'aleta dorsal i 3 espines i 6 radis tous a l'anal.
- Presenta nombrosos filaments curts a l'extrem de cada espina dorsal.[3]

## Reproducció
Hom creu que forma harems i que fresa durant la nit.

## Hàbitat
És un peix marí, associat als esculls i de clima tropical (24 °C-28 °C; 30°N-24°S) que viu entre 4 i 46 m de fondària (normalment, entre 10 i 20).

## Distribució geogràfica
Es troba des de les illes Maldives fins a Samoa, les illes Ryukyu, el sud de la Gran Barrera de Corall i Nova Caledònia.

## Observacions
És inofensiu per als humans.